# Axis (espècie)
L'axis (Axis axis) és un cérvol que sol habitar a les zones boscoses de Sri Lanka, el Nepal, Bangladesh i l'Índia. És l'espècie de cérvol més comuna als boscos indis. El seu pelatge és d'un color falb vermellós, amb clapes blanques i les parts inferiors són blanques. Les seves banyes, que muden cada any, habitualment tenen tres puntes i es corben en forma de lira i poden tenir una mida de 75 centímetres.